# Beast Machines
Beast Machines is een Canadese animatieserie geproduceerd door Mainframe Entertainment. De serie is een direct vervolg op Beast Wars, en onderdeel van de Transformers-franchise. De serie liep voor twee seizoenen op Fox Kids.

## Verhaal
De overgebleven Maximals, te weten Optimus Primal, Silverbolt, Rhinox, Rattrap, Cheetor en Blackarachnia, zijn terug op Cybertron. Rhinox en Silverbolt zijn echter afwezig en de anderen kunnen zich om een of andere redden niets herinneren van wat er gebeurd is nadat ze op Cybertron aankwamen. Ook zitten de Maximals vast in hun originele beestvormen en kunnen niet transformeren. Het blijkt dat een nieuw ras, de Vehicons, Cybertron heeft overgenomen.
Optimus wordt naar een oude supercomputer genaamd 'Het Orakel' geroepen. Het Orakel past Optimus en de Maximals wat aan zodat ze beter voorbereid zijn op het bevechten van hun nieuwe vijand. Het Orakel vertelt hen dat Megatron achter alles zit. Hij is tijdens de reis naar Cybertron ontsnapt in de 'Transwarp Ruimte', en veel eerder dan de Maximals op Cybertron beland. Daar heeft hij met een virus de planeet veroverd en de vonken van vermoedelijk alle andere Maximals en Predacons gestolen. Vanuit de voormalige Maximal-hoofdstad bestuurt Megatron zijn leger van Vehicons, hersenloze robots die hem gehoorzamen.
De strijd om Cybertron begint. Megatron beseft al snel dat hij de planeet niet geheel kan domineren met alleen maar hersenloze dienaren. Daarom geeft hij drie Vehicons een vonk zodat ze zijn generaals worden: Jetstorm, Tankor en Thrust.
Later blijkt dat de Vehicon-generaals de vonken bevatten van Silverbolt en Rhinox, en de enige andere predacon die de Beast Wars overleefde: Waspinator. Rattrap slaagt erin Rhinox' geheugen te herstellen, maar omdat hij nog steeds onder invloed is van zijn Vehicon-programmering blijft hij slecht.
Aan het begin van seizoen 2 worden Megatron, Primal en Tankor blijkbaar vernietigd, maar vanwege hun link met het Orakel kunnen ze zelf hun lot kiezen. Optimus kiest ervoor om terug te keren naar Cybertron. Tankor, nu weer geheel Rhinox, kiest ervoor om wel te sterven vanwege zijn wandaden. Megatron wil zijn organische lichaamsdelen (die hij nog had uit de vorige serie) verwijderen. Zijn vonk belandt echter in de verkeerde helft en hij wordt een compleet organische Transformer genaamd Savage/Noble. Silverbolt wordt succesvol bevrijd van zijn Vehicon-programmering.
Als Savage/Noble doet Megatron alsof hij ook een overlevende was van de Maximals. Op deze manier kan hij de hoofdstad weer binnendringen en zijn vonk overbrengen op het gewenste lichaam: een enorm gevechtsstation. Hij maakt meteen twee nieuwe generaals: Obsidian en Strika. De Maximals krijgen versterking van Botanica, een verkenner die net was teruggekeerd naar de planeet.
De Maximals ontdekken dat de vonken van de voormalige inwoners van de planeet vastzitten in Megatrons fort. In de finale van de serie absorbeert Megatron al deze vonken om een perfect wezen te worden dat lijkt op Optimal Optimus. Hij onthult zijn plan om de hele planeet als wapen te gebruiken. In het laatste gevecht gooit Optimus zichzelf en Megatron in de organische kern van de planeet, waar alle vonken ontsnappen. Dit verandert de hele planeet in een techno-organische bol. De Maximals keren weer terug, nu allemaal met techno-organische lichamen.

## Personages

### Maximals
- Optimus Primal: leider van de Maximals. Zijn beestvorm is die van een gorilla. Bij aanvang van de serie heeft hij weer zijn oude beestvorm uit het begin van Beast Wars, niet het lichaam dat hij later in die serie kreeg.
- Cheetor: tweede bevelhebber. Zijn beestmode is een techno-organisch jachtluipaard.
- Blackarachnia: saboteur en spion. Haar beestmodus is een zwarte weduwe.
- Rattrap: computerexpert en eveneens saboteur. Beestmode is die van een rat.
- Nightscream: Een nieuwe Maximal die zich op Cybertron bij de rest voegt. Een vleermuis-robot die kon ontsnappen aan de Vehicons en Megatrons virus. Hij sloot zich bij de Maximals aan.
- Savage/Noble: niet officieel een Maximal. Savage/Noble was het resultaat van Megatrons poging zijn organische lichaamsdelen te verwijderen. Savage/Noble is een geheel organische Transformer die kan veranderen van een mensachtige wolf (Noble) naar een woeste draak (Savage). Toen Megatrons vonk zijn lichaam verliet, werd Savage/Noble een gewoon dier zonder intelligentie.
- Silverbolt: oorspronkelijk een fusor. Silverbolt werd voor aanvang van de serie gevangen door Megatron en veranderd in de Vehicon Jetstorm. Naderhand wisten de Maximals Silverbolts vonk terug te krijgen en een nieuw lichaam te geven, dat van een techno-organische valk. Zijn ervaringen als Jetstorm gaven Silverbolt echter een andere persoonlijkheid.
- Botanica: een Maximal van wie de alternatieve vorm geen dier maar een plant is. Daarmee is ze uniek onder de Maximals. Ze was op verkenning op een andere planeet toen Megatron Cybertron overnam, en is zo aan hem ontsnapt. Ze had veel kennis van planten.
- Rhinox: werd ook voor aanvang van de serie gevangen door Megatron en veranderd in Tankor. Hij stierf later in de serie, maar zijn vonk dook nog een paar maal op.

### Vehicons
- Megatron: de antagonist van de Beast Wars-serie. In deze serie heeft hij een nog grimmigere en humorloze persoonlijkheid dan in de vorige serie. Tevens heeft hij een sterke afkeer voor organisch materiaal ontwikkeld. Hij was ervan overtuigd dat individualiteit de bron was van afkeer, en maakte daarom de Vehicons. Bij een poging zijn lichaam te ontdoen van organische materialen, veranderde hij tijdelijk in de geheel organische Transformer Savage/Noble.
- Jetstorm: de Vehicon-generaal van de luchttroepen, voorheen de Maximal Silverbolt.
- Tankor: een tankvormige Vehicon en leider van de Tankdrones. Voorheen de Maximal Rhinox.
- Thrust: een motorachtige Vehicon en tevens de enige loyale Vehicon-generaal, voorheen de Predacon Waspinator (die aan het eind van de vorige serie op Aarde bleef, maar naderhand blijkbaar toch terugkeerde naar Cybertron).
- Diagnostic Drone: een drone gebouwd door Megatron om hem te helpen al zijn organische lichaamsdelen te verwijderen.
- Obsidian: een strateeg en een van de laatste Vehicon-generaals.
- Strika: ook een strateeg, en de laatste Vehicon-generaal.

## Afleveringen

### Seizoen 1
| Nummer | Titel                                       | Uitzenddatum VS   |
| ------ | ------------------------------------------- | ----------------- |
| 01     | The Reformatting                            | 18 september 1999 |
| 02     | Master of the House                         | 25 september 1999 |
| 03     | Fires of the Past                           | 2 oktober 1999    |
| 04     | Mercenary Pursuits                          | 9 oktober 1999    |
| 05     | Forbidden Fruit                             | 16 oktober 1999   |
| 06     | The Weak Component                          | 23 oktober 1999   |
| 07     | Revelations Part 1: Discovery               | 30 oktober 1999   |
| 08     | Revelations Part 2: Descent                 | 6 november 1999   |
| 09     | Revelations Part 3: Apocalypse              | 13 november 1999  |
| 10     | Survivor                                    | 27 november 1999  |
| 11     | Techno-Organic War, Part 1: The Key         | 4 december 1999   |
| 12     | Techno-Organic War, Part 2: The Catalyst    | 11 december 1999  |
| 13     | Techno-Organic War, Part 3: End of the Line | 18 december 1999  |

### Seizoen 2
| Nummer | Titel                                | Uitzenddatum VS   |
| ------ | ------------------------------------ | ----------------- |
| 14     | Fallout                              | 5 augustus 2000   |
| 15     | Savage Noble                         | 19 augustus 2000  |
| 16     | Prometheus Unbound                   | 26 augustus 2000  |
| 17     | In Darkest Knight                    | 2 september 2000  |
| 18     | A Wolf In the Fold                   | 9 september 2000  |
| 19     | Home Soil                            | 16 september 2000 |
| 20     | Sparkwar Pt. I: The Strike           | 23 september 2000 |
| 21     | Sparkwar Pt. II: The Search          | 30 september 2000 |
| 22     | Sparkwar Pt. III: The Siege          | 7 oktober 2000    |
| 23     | Spark of Darkness                    | 28 oktober 2000   |
| 24     | Endgame Pt. I: The Downward Spiral   | 4 november 2000   |
| 25     | Endgame Pt. II: When Legends Fall    | 11 november 2000  |
| 26     | Endgame Pt. III: Seeds of the Future | 18 november 2000  |

## Transtech
Na Beast Machines plande Hasbro nog een vervolgserie getiteld Transtech. De serie zou enkele personages die in Beast Wars waren omgekomen terugbrengen, samen met personages uit de originele televisieserie, allemaal in nieuwe meer organische uitziende lichamen. Veel concepten werden bedacht, en zelfs een paar prototypes van mogelijk speelgoed gebaseerd op deze serie werd gemaakt. Hasbro schrapte het idee echter om plaats te maken voor de importatie van de Japanse serie Car Robots, die in Amerika werd uitgebracht als Transformers: Robots in Disguise.

## Stemmen
- Optimus Primal – Gary Chalk
- Cheetor – Ian James Corlett
- Rattrap – Scott McNeil
- Blackarachnia – Venus Terzo
- Silverbolt – Scott McNeil
- Nightscream – Alessandro Juliani
- Botanica – Kathleen Barr
- Savage/Noble – David Kaye
- Megatron – David Kaye
- Diagnostic Drone – Christopher Gaze
- Tankor – Paul Dobson (1-9) and Richard Newman (9-onward)
- Thrust – Jim Byrnes
- Jetstorm – Brian Drummond
- Obsidian – Paul Dobson
- Strika – Patricia Drake
- Waspinator – Scott McNeil

## Trivia
- Volgens commentaar op de dvd zou de serie oorspronkelijk Beast Hunters gaan heten.
- Het personage Jetstorm zou eigenlijk Skybolt gaan heten.
- In Waspinators flashback zijn de hoofden van Inferno en Quickstrike te zien.